# Дриммелен
Дриммелен (нидерл. Drimmelen) — город и община в Нидерландах.
Город и община Дриммелен находится на юго-западе Нидерландов, в провинции Северный Брабант. Город находится на берегу реки Амер. Община состоит из следующих поселений:
- Блауве-Слёйс
- Дриммелен
- Хелкант
- Хоге-Звалюве
- Маде (здесь находится ратуша)
- Ауд-Дриммелен
- Терхейден
- Вагенберг